# 2024 aux États-Unis
Chronologie des États-Unis
- 2020
- 2021
- 2022
- 2023
- 2024
- 2025
- 2026
- 2027
- 2028

 2022 par pays en Amérique — 2023 par pays en Amérique — 2024 par pays en Amérique — 2025 par pays en Amérique — 2026 par pays en Amérique
Cette page concerne des événements qui se sont produits durant l'année 2024 du calendrier grégorien aux États-Unis.

## Événements

### Janvier
- 5 janvier : atterrissage d'urgence du vol Alaska Airlines 1282.
- 7 janvier : 81e cérémonie des Golden Globes.
- 15 janvier : Caucus de l'Iowa, début du vote pour les primaires républicaines et primaires démocrates.
- 21 janvier : fusillades de Joliet (en) au cours desquelles 8 personnes sont tuées par balles dans deux incidents distincts à Joliet et Preston Heights (en), dans l'Illinois.
- 25 janvier : exécution de Kenneth Eugene Smith dans l'Alabama, la première au monde réalisée par inhalation forcée d'azote.

### Février
- 4 février : 66e cérémonie des Grammy Awards à Los Angeles.
- 17 février : quatre personnes sont tuées dans une fusillade dans un lave-auto à Birmingham, en Alabama[1].
- 29 février : l'incendie de Smokehouse Creek dans le Texas Panhandle devient le plus grand incendie de forêt de l'histoire du Texas[2].

### Mars
- 7 mars : la gouverneure de l'État de New York déploie 750 soldats de la Garde nationale dans les métros de New York pour lutter contre la criminalité et la récente recrudescence des agressions violentes[3].
- 10 mars : 96e cérémonie des Oscars à Los Angeles.
- 12 mars : Donald Trump et Joe Biden deviennent mathématiquement les nommés de leurs partis pour l'élection présidentielle. C'est alors la première élection depuis 1956 à opposer les mêmes têtes d'affiche que la précédente.
- 26 mars : effondrement du pont Francis-Scott-Key à Baltimore (Maryland) causant probablement six morts (deux confirmés et quatre présumés).
- 27 mars : quatre personnes sont tuées et sept autres blessées dans une attaque au couteau à Rockford, dans l'Illinois[4].
- 29 mars : sortie extrêmement remarquée aux États-Unis et à l'international, selon les standards des autres disques du genre, de Cowboy Carter, le premier album country de Beyoncé[5],[6],[7].

### Avril
- 4 avril : la grippe aviaire se propage aux troupeaux de bovins dans au moins six États américains, tandis qu'un employé d'une ferme laitière est infecté au Texas, devenant ainsi la deuxième personne à être infectée par le virus aux États-Unis[8].
- 9 avril : La Cour suprême de l'État de Arizona, confirme une loi criminalisant la plupart des types d'avortements[9].
- 22 avril : début du chantier pour la ligne de train de grande vitesse Brightline West qui doit relier Los Angeles à Las Vegas en 2028[10].
- 24 avril : le président Joe Biden promulgue la loi comprenant un plan d'aide à l'Ukraine, Israël et Taïwan ainsi que des mesures contre l'application TikTok[11].

### Mai
- 19 au 26 mai : le bilan des victimes d'une tornade nocturne, dans les États du Texas, du Kentucky, de l'Oklahoma et de l'Arkansas s'élève à 21 morts[12].
- 27 mai : une personne est tuée et six autres sont blessées dans une fusillade au centre-ville de Lansing, dans l'État du Michigan[13].
- 29 mai : trois personnes, dont un policier, sont tuées dans une fusillade de masse à Minneapolis dans l'État du Minnesota[14].
- 30 mai : l'ancien président Donald Trump est reconnu coupable de 34 chefs d'accusation de falsification de documents commerciaux, une première pour un président.

### Juin
- 20 juin au 14 juillet : Copa América 2024.
- 27 juin : débat de l'élection présidentielle, à un créneau bien plus précoce que d'habitude. L'événement lance une campagne de la part des démocrates « inquiets » afin de remplacer Joe Biden comme candidat[15],[16].

### Juillet
- 20 juin au 14 juillet : Copa América 2024.
- 8 juillet : l'ouragan Beryl touche le Texas et la Louisiane.
- 9 au 11 juillet : sommet de l'OTAN à Washington.
- 13 juillet : tentative d'assassinat de Donald Trump à Butler en Pennsylvanie.
- 15-18 juillet : convention nationale républicaine à Milwaukee, le ticket Donald Trump-J. D. Vance est confirmé.
- 21 juillet : le président Joe Biden retire sa candidature à l'élection présidentielle, un acte inédit à ce stade de la campagne.
- 27 juillet : un accident d'avion dans le comté de Campbell, dans le Wyoming, tue sept personnes à bord, dont trois membres du groupe gospel The Nelons[17].

### Août
- 19 août : livraison du dernier des 23 hélicoptères Sikorsky VH-92 Patriot (en) et vol inaugural d'un des 21 exemplaires du HMX-1 en tant que Marine One lorsqu'il transporte Joe Biden de l'aéroport international O'Hare de Chicago à Soldier Field pour la convention nationale du Parti démocrate de 2024[18].
- 19-22 août : convention nationale démocrate à Chicago, le ticket Kamala Harris-Tim Walz est confirmé.
- 26 août au 8 septembre : US Open de tennis à New York.
- 27 août : une personne est tuée et trois autres sont blessées dans un glissement de terrain à Ketchikan, en Alaska[19].

### Septembre
- 26 août au 8 septembre : US Open de tennis à New York.
- 15 septembre : tentative d'assassinat présumée contre Donald Trump à West Palm Beach, en Floride.
- 24 - 29 septembre : l'ouragan Helene tue au moins 232 personnes dans le Sud-Est, principalement dans les Carolines, en Géorgie et en Floride.

### Octobre
- 7 octobre : le prix Nobel de physiologie ou médecine est attribué au biologiste étasunien Victor Ambros et au généticien étasunien Gary Ruvkun pour leurs travaux sur les micro-ARN.
- 8 octobre : le prix Nobel de physique est attribué au physicien étasunien John Hopfield, ainsi qu'au chercheur britano-canadien Geoffrey Hinton, pour leurs travaux sur l'apprentissage automatique.
- 9 octobre : le prix Nobel de chimie est attribué au biochimiste américain David Baker et à l'entrepreneur et scientifique étasunien John M. Jumper, ainsi qu'à l'entrepreneur et chercheur en intelligence artificielle britannique Demis Hassabis, pour leurs travaux sur les protéines.
- 9 au 11 octobre : l'ouragan Milton fait au moins 23 morts et d'importants dégâts en Floride.

### Novembre
- 5 novembre : élections législatives, élections sénatoriales et élection présidentielle. Donald Trump est élu et les républicains prennent le contrôle du Sénat.

### Décembre
- 4 décembre : assassinat de Brian Thompson à New York.
- 9 décembre : incendie de grande ampleur en Californie, proche de la ville de Malibu, dû à une sécheresse excessive pour la saison[20].
- 23 décembre : le président américain, Joe Biden, commue la peine de 37 condamnés à mort[21].

## Décès en 2024
- 4 janvier : Glynis Johns, 100 ans, actrice britannique, mort à Los Angeles, Californie.
- 20 janvier : Norman Jewison, 97 ans, réalisateur canadien, mort à Malibu, Californie.
- 30 janvier : Chita Rivera, 91 ans, actrice, chanteuse et danseuse américaine.
- 2 février : Carl Weathers, 76 ans, acteur américain.
- 29 février : Brian Mulroney, 84 ans, homme politique et premier ministre du Canada de 1984 à 1993, mort à Palm Beach, (Floride).
- 29 mars : Louis Gossett Jr., 87 ans, acteur américain.
- 9 mai : Roger Corman, 98 ans, réalisateur américain.
- 20 juin : Donald Sutherland, 88 ans, acteur canadien, mort à Miami, Floride.
- 11 juillet : Shelley Duvall, 75 ans, actrice américaine.
- 13 juillet : Shannen Doherty, 53 ans, actrice américaine.
- 18 juillet : Bob Newhart, 94 ans, comédien et acteur américain.
- 21 août : John Amos, 84 ans, acteur américain
- 9 septembre : James Earl Jones, 93 ans, acteur américain.
- 29 octobre : Teri Garr, 79 ans, actrice américaine.
- 6 novembre : Tony Todd, 69 ans, acteur américain, connu pour son rôle de Candyman.
- 21 décembre : Art Evans, 82 ans, acteur américain
- 29 décembre : Jimmy Carter, homme d'État américain.

#### L'année 2024 aux États-Unis
- Campagne présidentielle de Kamala Harris en 2024
- Campagne présidentielle de Donald Trump en 2024
- Liste de sondages sur l'élection présidentielle américaine de 2024
- Interdiction de livres aux États-Unis depuis 2021

#### L'année sportive 2024 aux États-Unis
- Saison NBA 2023-2024
- Saison NBA 2024-2025
- Playoffs NBA 2023
- Finales NBA 2023
- Draft 2024 de la NBA
- Championnat NCAA de basket-ball 2024
- Super Bowl LVIII
- Draft 2024 de la NFL
- Championnat NCAA de football américain 2024
- Major League Soccer 2024
- Championnat des États-Unis féminin de soccer 2024
- Gold Cup 2024
- Campeones Cup 2024
- Saison 2024 de la Major League Rugby
- 500 miles d'Indianapolis 2024
- NASCAR Cup Series 2024
- IndyCar Series 2024
- Grand Prix automobile des États-Unis 2024
- Grand Prix automobile de Miami 2024
- Grand Prix automobile de Las Vegas 2024
- 24 Heures de Daytona 2024
- Grand Prix moto des Amériques 2024
- US Open de tennis 2024
- Tournoi de tennis d'Indian Wells (ATP 2024)
- Tournoi de tennis d'Indian Wells (WTA 2024)
- Tournoi de tennis de Miami (ATP 2024)
- Tournoi de tennis de Miami (WTA 2024)

#### L'année 2024 dans le reste du monde
- L'année 2024 dans le monde
- 2024 par pays en Amérique, 2024 au Canada, 2024 au Québec, 2024 au Mexique
- 2024 en Europe, 2024 dans l'Union européenne, 2024 en Belgique, 2024 en France, 2024 en Italie, 2024 en Suisse
- 2024 en Afrique • 2024 par pays en Asie • 2024 par pays en Océanie
- 2024 aux Nations unies
- Décès en 2024